# Ханам

Хана́м (кор. 하남시, 河南市, Hanam-si) — місто в провінції Кьонгі, Південна Корея.